# アレクサンドル・パルヴス
アレクサンドル・パルヴス(ロシア語:Александр Парвус；ラテン文字転写の例:Alexander Parvus、1867年9月8日(ユリウス暦:8月27日) - 1924年12月12日)は、ロシアの共産主義活動家である。本名はイズライリ・ラザレヴィチ・ゲリファンド(Израиль Лазаревич Гельфанд；Israel Lazarevich Gelfand(Gelfant、Helfant、Helphandとも))で、革命の商人とも呼ばれた。

## 経歴

### ロシア革命以前
1867年にロシア帝国領ベラルーシでユダヤ人の両親の下に生まれ、オデッサで成長した。
成長後、革命家のサークルに加わり、19歳の時にチューリヒに向かい、ベルンで哲学博士の称号を得た。
マルクス主義者となった彼はドイツに向かい、社会民主党に参加してローザ・ルクセンブルクに接近すると、議会闘争を戦略の中心にすえる党の指導部に対してゼネラルストライキを擁護する左派に加わった。1900年には、レーニンにも会い、機関誌『イスクラ』の創刊にも協力した。
日露戦争の際には、ロシアの敗北とその不安定化、革命的状況の接近を予言した。

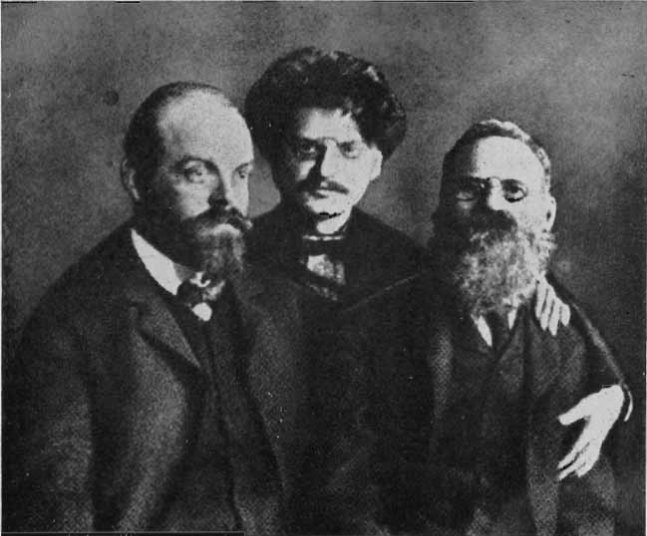
パルヴスとトロツキー、レフ・デイチ（1906年）

この頃、彼はジュネーブでトロツキーと親交を深め、トロツキーの「一月九日以前」というパンフレットに序文を書いている。
『もし社会民主主義がロシア・プロレタリアートの革命運動の先頭に立っているのであるならば、その政府（すなわち「革命臨時政府」）は社会民主主義的であるだろう』
トロツキーとパルブスが永続革命論の構想を立てたのも、この頃だと思われる。トロツキーで有名になった「永続革命」という用語はパルヴスが生み出した。
因みに、1905年革命に関するトロツキーの有名な著作『結果と展望』は、その題をパルブスが1905年1月27日のイスクラ第85号に投稿した論文から取っている。

### 第一次ロシア革命
1905年に第一次ロシア革命が勃発すると、パルブスは偽名でペテルブルクに潜入し、トロツキーが議長を務めるソビエトに協力したが、革命の波の退潮によりトロツキーと共に逮捕され、シベリアに追放された。

### ドイツ、トルコでの活動
その後、流刑地から逃亡してドイツに向かい、出版、化学薬品、医薬品、コンドーム販売など様々な事業で富をきずいた。ゴーリキーの芝居の売り上げを横領したことでドイツを去り、トルコにわたり、青年トルコ党の顧問になり、トルコ軍との商売でまた儲けた。武器輸出会社を設立してバルカン戦争で大きな利益を上げた。この時、アルメニア人の虐殺に一役買ったとされる。パルヴスにとって戦争も革命も商機だった。
この頃、社会主義者たちの間で、彼は金銭に執着し贅沢を好む人間との悪評を建てられた。

### 第一次大戦時のドイツとの取引
第一次大戦が始まると、ドイツ皇帝ヴィルヘルム2世に接近した。パルヴスはドイツ外務省に覚書を提出し、ロシア内部の運動、軍の反乱、スト、破壊行為を次々と引き起こせば、ロシアを内部から不安定化することができると報告し、ドイツ政府はこれを実行可能だと判断し、パルヴスに100万マルク（400万ドル相当）を提供した。
その後パルヴスはレーニンと接触し、二人だけで数時間話した。レーニンは会合の内容を誰にも明かさなかった。レーニンらの「封印列車」による帰国を援助すると共に資金援助を申し出、ロシアの革命運動を操ろうとしたとされる。その際には、ドイツ参謀本部から供与された資金をヤーコフ・ガネツキー(Yakov Ganetsky)、カール・ラデックと共にスウェーデンの銀行を経由してボリシェヴィキへ提供した(コペンハーゲン作戦)。
革命後も、レーニンに資金提供を申し出ているが、「革命は汚れた手では遂行できない」として、拒絶された。レーニンは1917年にロシアに帰還するまではパルヴスからの資金を受け取らなかったが、のちにレーニンはえり好みをすることななく受け取っている。
その後はドイツへ移り、1924年にベルリンで死去した。

## 批評
トロツキーは『ロシア革命の三つの概念』の中で、彼について「内的な平衡を欠き、また仕事への愛着も十分に抱いていなかったため、思想家および著作家としてのこの天分にふさわしい貢献を労働運動に対して与えることができなかった」と評している。

## 著作
パルヴスは、生前には回想録の執筆を計画していたが、結局書かれなかった。さらに、ソヴィエトに残されていた資料もほとんどが処分されてしまった。このため、レーニンらとの関係については未だに謎の部分が多く、研究の余地が残されている。
- ベルンシュタインによる社会主義の転覆 - 1898年